# James Finley (ingénieur)

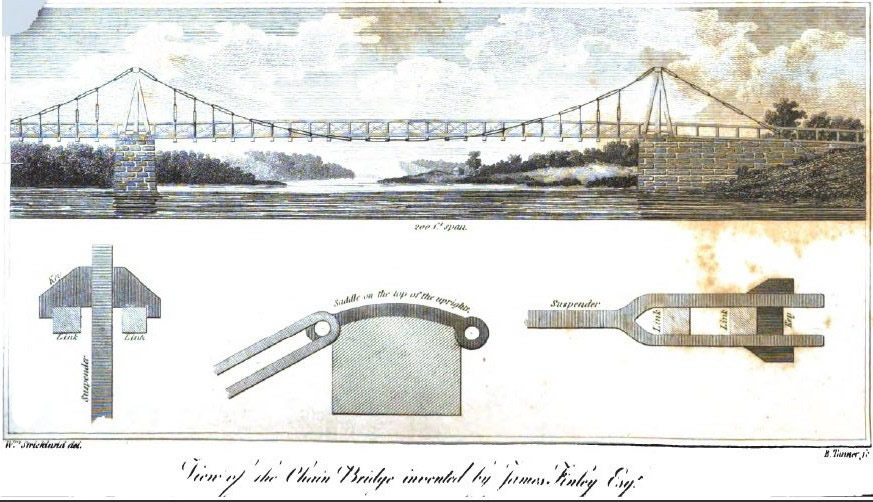
"View of the Chain Bridge invented by James Finley Esqr." (1810), gravure sur de William Strickland, publiée dans un article du journal de Philadelphie et New York, The Port Folio, en juin 1810. La portée de 200 pieds indiquée sur l'image fait qu'il est presque certain qu'il s'agit du Chain Bridge qui se trouvait aux chutes de Schuylkill.

James Finley, alias le juge James Finley , est un juge et ingénieur américain, né en Irlande en 1756, et mort en 1828.
Il est considéré comme le premier concepteur et constructeur de ponts suspendus modernes constitués d'une suspension par des câbles principaux prenant appui sur les têtes de pylônes, ancrés dans des massifs à leurs extrémités, et reprenant le chargement du tablier par des suspentes verticales.

## Biographie
Il est né en Irlande de parents irlando-écossais qui ont émigré aux États-Unis. On connaît peu de choses sur son éducation pendant son enfance et son adolescence. D'après l'historien Eda Kranaski, il aurait reçu une éducation basée sur la littérature et la science anglaise.
James Finley s'est installé dans une ferme du comté de Fayette, en Pennsylvanie , près de Uniontown. Il est élu juge de paix en 1784, puis commissaire du comté en 1789 et un membre de la Chambre des représentants en 1790, et du Sénat de Pennsylvanie en 1793.
Il est devenu un influent politicien du comté de Fayette. De 1791 jusqu'à sa mort, il a été un juge adjoint pour le comté de Fayette. C'est probablement par ses activités politiques qu'il a été amené à s'intéresser à la construction des ponts.
En 1801, il construit le pont de Jacob's Creek pour 600 $ US et démoli en 1833. C'est le premier exemple d'un pont suspendu avec des chaînes en fer forgé reprenant les efforts du tablier. Le pont reliait Uniontown à Greensburg, d'une portée de 21 mètres (70 pieds) entre pylônes. Le tablier avait une largeur de 3,81 m (12 pieds 6 pouces).
Finley a aussi conçu et construit le pont suspendu à chaînes de Dunlap's Creek à Brownsville, Pennsylvanie, en 1809. Mais ce pont s'est effondré en 1820 sous l'action d'une neige abondante combinée avec les charges d'un équipage composé de wagons tiré par six chevaux. Le pont a été remplacé par le Dunlap's Creek Bridge, premier pont en fonte construit aux États-Unis, en 1835.

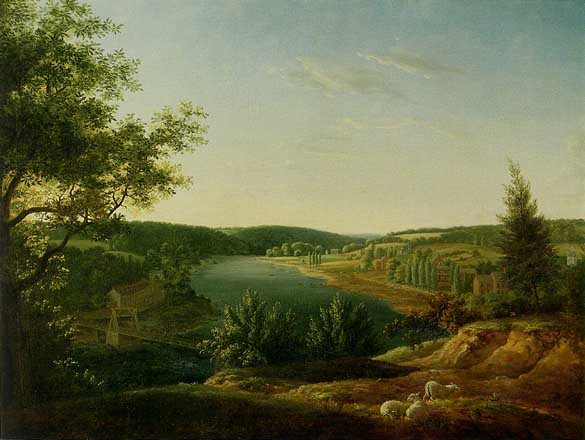
View of Chain Bridge and Falls of Schuylkill, Five Miles from Philadelphia.
Thomas Birch (1779-1851)

Plusieurs ouvrages ont été réalisés suivant le brevet de Finley :
- pont sur le Potomac, construit en 1807, avec une travée centrale de 39 m.
- pont de Newburyport, Massachusetts, sur la rivière Merrimack, construit sous licence en 1810 par John Templeman, avec une travée de 74 m. Le Newbury Port Herald du 14 décembre 1810 affirme : « Des chevaux avec leurs attelages peuvent passer sur le pont au trot sans qu'on ressente le moindre mouvement du pont »[4]. Il s'est effondré en 1827. Il a été reconstruit et a subsisté jusqu'en 1913.
- pont suspendu aux chutes de Schuylkill, près de Philadelphie, en 1809, premier pont suspendu à plusieurs travées. Mais il s'effondre en 1811 et remplacé en 1816.
- pont de la rivière Lehigh, Northampton, Pennsylvania, conservé jusqu'en 1933.

Il a au moins réalisé 13 ponts suspendus. Aucun des ponts que James Finley a conçu ne subsiste.
James Finley a fait breveter son système de pont suspendu en 1808. Il a également publié un document décrivant un principe de pont suspendu à tablier rigide.